# خافيير بيريرا (لاعب كرة قدم)
خافيير بيريرا (بالإسبانية: Javier Pereira Megía) هو مدرب كرة قدم ولاعب كرة قدم إسباني، ولد في 13 مايو 1966 في بطليوس في إسبانيا. لعب مع نادي واتفورد.

## وصلات خارجية
- خافيير بيريرا على موقع قاعدة بيانات كرة القدم.إي يو (الإنجليزية)
- خافيير بيريرا على موقع Soccerway.com (الإنجليزية)
- خافيير بيريرا على موقع عالم كرة القدم.نت (الإنجليزية)